# Cornelius Newton Bliss

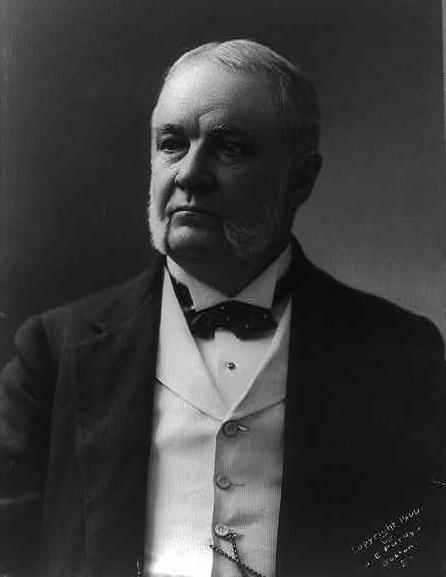
Cornelius Newton Bliss

Cornelius Newton Bliss, född 26 januari 1833 i Fall River, Massachusetts, död 9 oktober 1911, var en amerikansk republikansk politiker. Han tjänstgjorde som USA:s inrikesminister 1897-1899 under president William McKinley.
Bliss gjorde en framgångsrik karriär inom partihandeln. Han var ordförande för republikanerna i delstaten New York 1887-1888. Bliss profilerade sig som en förespråkare för skyddstullar.
Bliss blev tillfrågad om han ville bli finansminister i Regeringen McKinley. Han tackade nej men han tackade ja till inrikesministerposten. Han fokuserade på skogsbruksfrågor och indianärenden som minister. Han avgick 1899 och efterträddes av Ethan A. Hitchcock.
Bliss tackade nej till nomineringen som McKinleys vicepresidentkandidat i presidentvalet i USA 1900. Theodore Roosevelt, som tackade ja, blev följande år president efter mordet på McKinley.
Bliss var av engelsk härkomst. Han gravsattes på Woodlawn Cemetery i Bronx.